# SINGLE COLLECTION (girl next doorのアルバム)
『SINGLE COLLECTION』（シングル・コレクション）は、日本の音楽ユニット・girl next doorが2012年3月7日にavex traxから発売した1枚目のベストアルバムである。

## 内容
前作『アガルネク!』から約3か月ぶりにして、初のベストアルバム。
既発シングルの表題曲を時系列順に収録した、タイトル通りシングル・コレクション形式の作品となっている。
ジャケットが異なるCD+DVD規格とCD規格の2形態で発売され、DVDにはボーナス・トラックを除く全収録曲のミュージック・ビデオが収録された。

## 収録曲
| #         | タイトル                           | 作詞      | 作曲・編曲 | リミックス       | 時間 |
| --------- | ---------------------------------- | --------- | ---------- | ---------------- | ---- |
| 1.        | 「偶然の確率」                     |           |            |                  | 5:34 |
| 2.        | 「Drive away」                     |           |            |                  | 4:17 |
| 3.        | 「情熱の代償」                     |           |            |                  | 4:36 |
| 4.        | 「Seeds of dream」                 |           |            |                  | 4:45 |
| 5.        | 「Infinity」                       |           |            |                  | 5:48 |
| 6.        | 「Be your wings」                  |           |            |                  | 4:05 |
| 7.        | 「Orion」                          |           |            |                  | 4:02 |
| 8.        | 「Freedom」                        |           |            |                  | 4:40 |
| 9.        | 「Ready to be a lady」             |           |            |                  | 5:12 |
| 10.       | 「運命のしずく〜Destiny's star〜」 |           |            |                  | 5:00 |
| 11.       | 「Silent Scream」                  |           |            |                  | 4:00 |
| 12.       | 「ダダパラ!!」                     |           |            |                  | 4:06 |
| 13.       | 「ROCK YOUR BODY EXTENDED」        |           |            |                  | 8:50 |
| 14.       | 「ブギウギナイト」                 |           |            |                  | 3:56 |
| 15.       | 「偶然の確率 (Dave Ford Mix)」     |           |            | デイヴ・フォード | 5:48 |
| 合計時間: | 合計時間:                          | 合計時間: | 74:39      |                  |      |

### 解説
1. 偶然の確率
1stシングルの表題曲。シングルバージョンとしてはアルバム初収録。
2. Drive away
両A面からなる、2ndシングルの表題1曲目。
3. 情熱の代償
両A面からなる、3rdシングルの表題1曲目。
4. Seeds of dream
4thシングルの表題曲。
5. Infinity
5thシングルの表題曲。
6. Be your wings
トリプルA面からなる、6thシングルの表題1曲目。
7. Orion
7thシングルの表題曲。
8. Freedom
8thシングルの表題曲。
9. Ready to be a lady
トリプルA面からなる、9thシングルの表題1曲目。
10. 運命のしずく〜Destiny's star〜
両A面からなる、10thシングルの表題1曲目。
11. Silent Scream
11thシングルの表題曲。
12. ダダパラ!!
12thシングルの表題曲。
13. ROCK YOUR BODY EXTENDED
13thシングルの表題曲の別バージョン。
14. ブギウギナイト
14thシングルの表題曲。
15. 偶然の確率 (Dave Ford Mix)
ボーナス・トラック。1stシングルの表題曲のリミックスバージョン。